# Santa Catalina Tepanapa
Santa Catalina Tepanapa är en ort i Mexiko.   Den ligger i kommunen Tochimilco och delstaten Puebla, i den sydöstra delen av landet, 80 km sydost om huvudstaden Mexico City. Santa Catalina Tepanapa ligger 2 277 meter över havet och antalet invånare är 681.
Terrängen runt Santa Catalina Tepanapa är huvudsakligen kuperad, men norrut är den bergig. Runt Santa Catalina Tepanapa är det ganska tätbefolkat, med 62 invånare per kvadratkilometer. Närmaste större samhälle är Atlixco, 18,4 km öster om Santa Catalina Tepanapa. I omgivningarna runt Santa Catalina Tepanapa växer huvudsakligen savannskog.